# Ситовка (приток Лесного Воронежа)
Ситовка — река в России, протекает по Тамбовской области. Левый приток реки Лесной Воронеж.

## География
Река берёт начало на северо-западе Сосновского района (села Стрелки, Новоямское) на границе с Рязанской областью и впадает в Лесной Воронеж в 5 км ниже села Староюрьево. Устье реки находится в 104 км от устья реки Лесной Воронеж по левому берегу. Имеет 5 притоков общей длиной 18 км. Длина реки составляет 37 км, площадь водосборного бассейна — 264 км².
На реке ресположен населённый пункт Новоситовка.

## Данные водного реестра
По данным государственного водного реестра России относится к Донскому бассейновому округу, водохозяйственный участок реки — Воронеж от истока до города Липецк, без реки Матыра, речной подбассейн реки — бассейны притоков Дона до впадения Хопра. Речной бассейн реки — Дон (российская часть бассейна).
Код объекта в государственном водном реестре — 05010100512107000002474.